# توربال توكاييف
توربال توكاييف (بالتركية: Turpal Tokaev)‏ ولد في 20 نوفمبر 1984 هو ملاكم روسي وممثل من أصل شيشاني . المعروف أيضًا باسم بهادير ساري وثيودور سارييف ، وبطل ISKA الشرقي للكيك بوكسينغ وبطل العالم للوزن الثقيل في عام 2010.

## السيرة الذاتية والوظيفة
كان قائد منتخب كازاخستان للموياي تاي ، وحصل على ميداليات في جميع المسابقات التي شارك فيها.  حارب من أجل كازاخستان تحت اسم تيودور سارييف ، وحارب من أجل تركيا تحت اسم بهادير ساري والآن يقاتل ويعيش في روسيا تحت اسم توربال توكاييف. 

## الألقاب
- بطولة العالم للوزن الثقيل 2018 WKF (+96.5.2007) كلغ) بطل
- 2017 كأس العالم Tatneft Arena 2017 (+80 كلغ) بطل
- 2010 ISKA القواعد الشرقية بطل العالم للوزن الثقيل -96.4 كلغ [3]
- 2009 قواعد ISKA الشرقية بطل تركيا للوزن الثقيل [4]
- 2009 بطل بطولة WKN World Grand Prix Turkey
- 2006 بطل كأس الملك WMC
- الوصيف في بطولة العالم 2006 IFMA
- بطولة كازاخستان 2005 ، 2006
- البطولة الدولية لكأس الرئيس كازاخستان 2005 ، 2006

## أعماله

### أفلام
| سنة  | فيلم                       | دور | ملحوظات |
| ---- | -------------------------- | --- | ------- |
| 2011 | Kara Murat: Mora'nin atesi |     |         |

المسلسلات
| سنة   | مسلسل        | دور     | ملحوظات |
| ----- | ------------ | ------- | ------- |
| 2021- | المؤسس عثمان | توراهان |         |